# 사카에촌 (지바현)
사카에촌(栄村)은 지바현 소사군에 일찍이 존재했던 촌이다. 

## 지리
- 현재의 소사시 남부, 구 노사카정의 서부에 해당한다.
- 마을에는 구주쿠리 해변이 있고 태평양에 접해 있다.

## 역사
- 1889년 4월 1일 - 정촌제 시행에 수반해 소사군 사카에촌이 성립하였다.
- 1954년 7월 17일 - 노다촌과 합병해 노사카정이 성립하여, 사카에정은 소멸하였다.

## 인구
| 1891년 | 3,313 |
| 1920년 | 3,433 |
| 1950년 | 4,596 |

## 참고문헌
- 角川日本地名大辞典編纂委員会『角川日本地名大辞典 12 千葉県』、角川書店、1984年 ISBN 4040011201